# Reinhardshausen (Bad Wildungen)

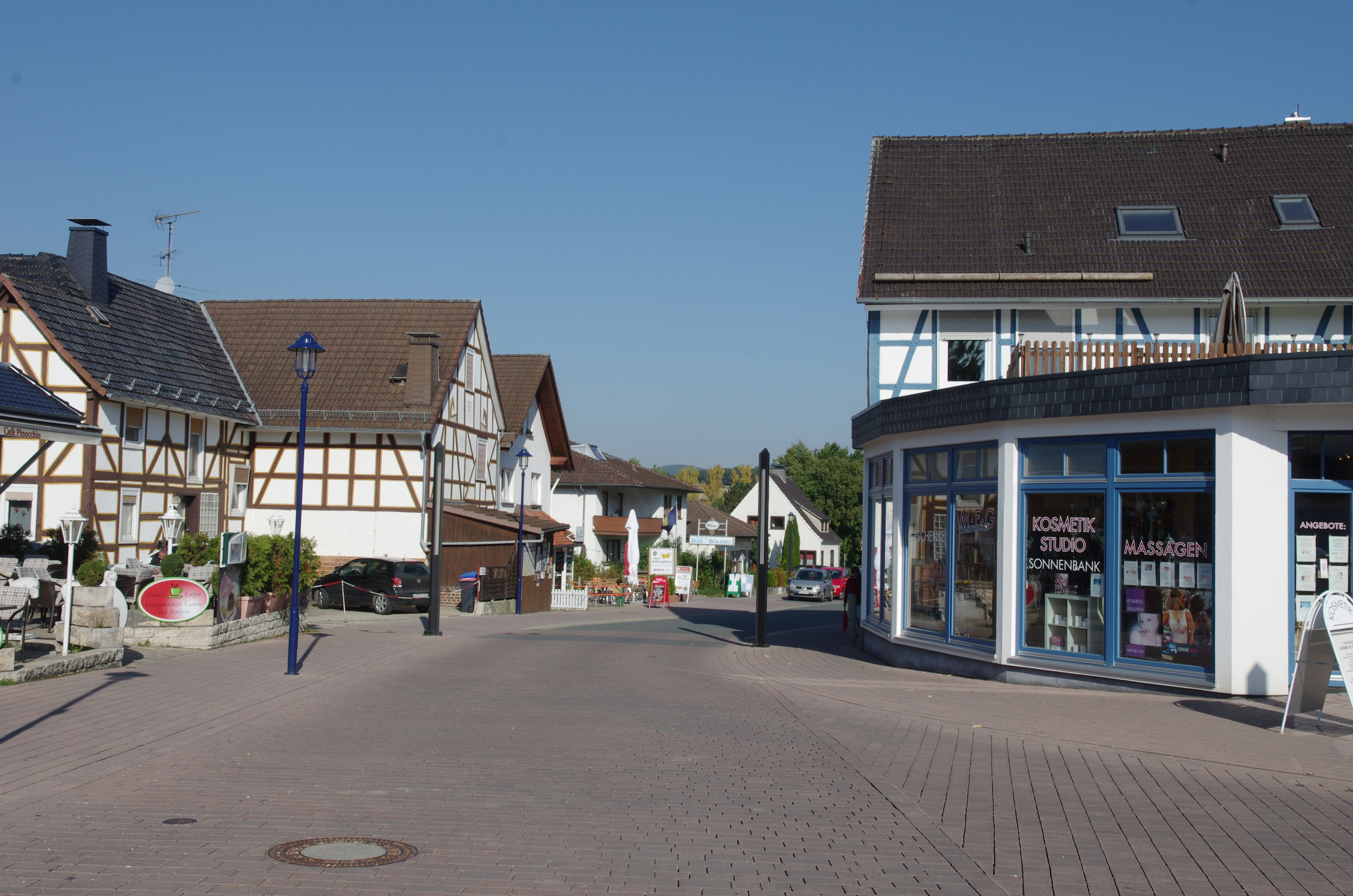
Die Günter-Hartenstein-Straße, die ehemalige Mühlenstraße

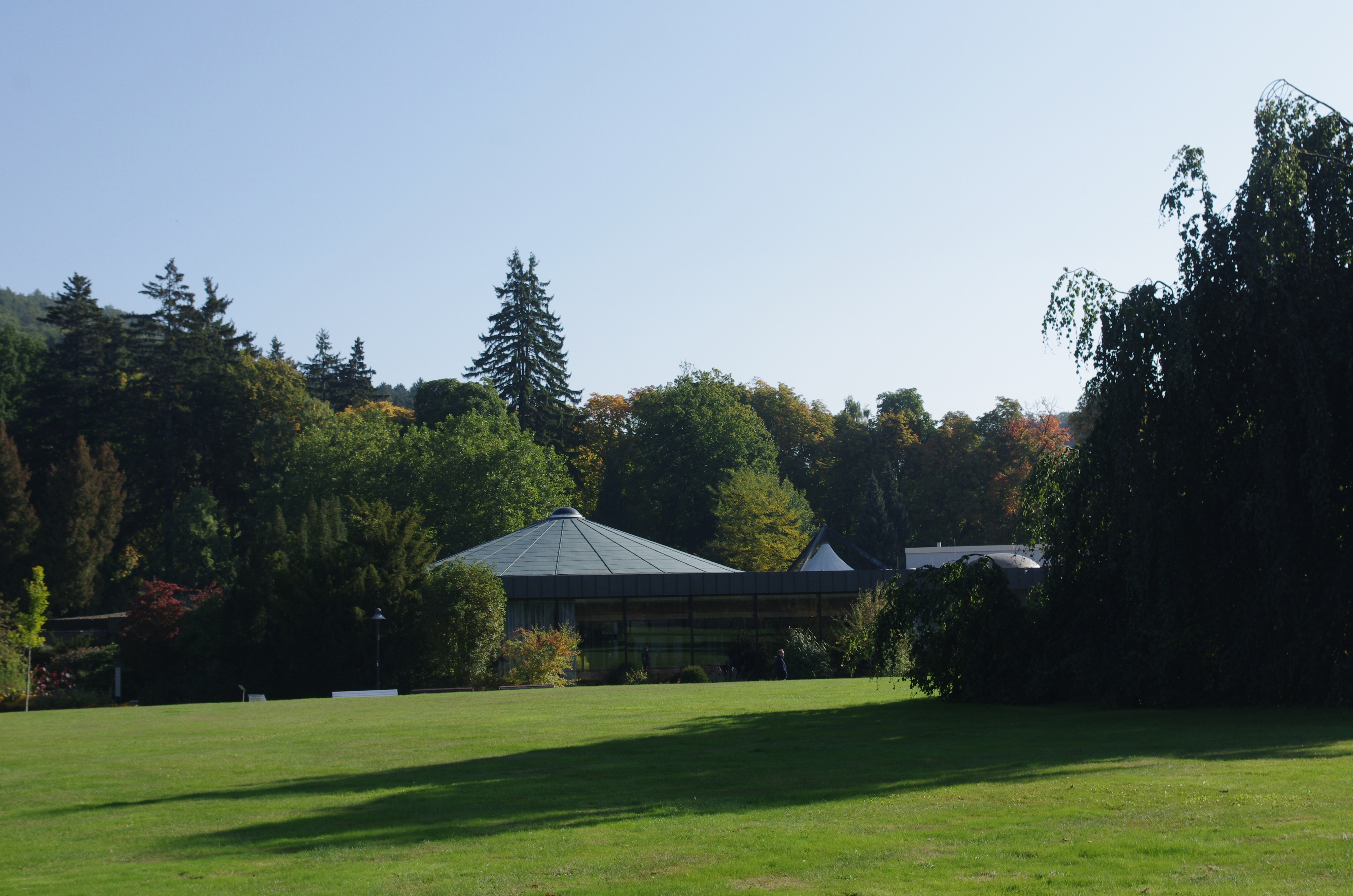
Die Wandelhalle im Kurpark

Reinhardshausen ist ein Ortsteil der Stadt Bad Wildungen im nordhessischen Landkreis Waldeck-Frankenberg.

## Geographische Lage
Reinhardshausen liegt, von Wald umgeben, in Nordhessen. Das Kurbad befindet sich am Rande des Nationalparks Kellerwald-Edersee.

## Geschichte

### Ortsgeschichte
Reinhardshausen wurde erstmals im Jahre 1209 schriftlich erwähnt. Damals lautete der Ortsname Reinhereshusen. 1927 gehörte der Ort zum Amtsgericht Bad Wildungen und zum Finanzamt Corbach. Im Jahre 1933 hatte Reinhardshausen 924 Einwohner.
1894 begann die Entwicklung zum Kurbad, als die Reinhardsquelle, eine der Heilquellen in Bad Wildungen, entdeckt und erschlossen wurde. Der Brunnentempel, die Wandelhalle und schließlich der Kurpark wurden errichtet. Das erste Kurkonzert datiert aus dem Jahre 1899. Später kam noch ein Badehaus hinzu.
Eingemeindung
Am 1. Mai 1940 wurde der Ort in die Stadt Bad Wildungen eingemeindet.
Für Reinhardshausen wurde ein Ortsbezirk mit Ortsbeirat und Ortsvorsteher nach der Hessischen Gemeindeordnung gebildet.

### Verwaltungsgeschichte im Überblick
Die folgende Liste zeigt die Staaten und Verwaltungseinheiten, in denen Reinhardshausen lag:
- vor 1712: Heiliges Römisches Reich, Grafschaft Waldeck, Amt Wildungen
- ab 1712: Heiliges Römisches Reich, Fürstentum Waldeck, Amt Wildungen
- ab 1807: Fürstentum Waldeck, Amt Wildungen
- ab 1815: Fürstentum Waldeck, Oberamt der Eder
- ab 1816: Fürstentum Waldeck, Oberjustizamt der Eder
- ab 1849: Fürstentum Waldeck-Pyrmont, Kreis der Eder[Anm. 1]
- ab 1867: Fürstentum Waldeck-Pyrmont (Akzessionsvertrag mit Preußen), Kreis der Eder
- ab 1871: Deutsches Reich, Fürstentum Waldeck-Pyrmont, Kreis der Eder
- ab 1919: Deutsches Reich, Freistaat Waldeck-Pyrmont, Kreis der Eder
- ab 1929: Deutsches Reich, Freistaat Preußen, Provinz Hessen-Nassau, Regierungsbezirk Kassel, Kreis der Eder

### Bevölkerung
Einwohnerstruktur 2011
Nach den Erhebungen des Zensus 2011 lebten am Stichtag dem 9. Mai 2011 in Reinhardshausen 1032 Einwohner. Darunter waren 60 (5,8 %) Ausländer. Nach dem Lebensalter waren 90 Einwohner unter 18 Jahren, 264 waren zwischen 18 und 49, 228 zwischen 50 und 64 und 450 Einwohner waren älter. Die Einwohner lebten in 507 Haushalten. Davon waren 270 Singlehaushalte, 144 Paare ohne Kinder und 63 Paare mit Kindern, sowie 18 Alleinerziehende und 12 Wohngemeinschaften. In 192 Haushalten lebten ausschließlich Senioren und in 261 Haushaltungen leben keine Senioren.
Einwohnerentwicklung
| Reinhardshausen: Einwohnerzahlen von 1770 bis 2020 | Reinhardshausen: Einwohnerzahlen von 1770 bis 2020 | Reinhardshausen: Einwohnerzahlen von 1770 bis 2020 | Reinhardshausen: Einwohnerzahlen von 1770 bis 2020 | Reinhardshausen: Einwohnerzahlen von 1770 bis 2020 |
| --- | -------------------------------------------------- | -------------------------------------------------- | -------------------------------------------------- | -------------------------------------------------- |
| Jahr |                                                    |                                                    |                                                    | Einwohner                                          |
| 1770 | 1770                                               |                                                    | 152                                                | 152                                                |
| 1800 | 1800                                               |                                                    | ?                                                  | ?                                                  |
| 1834 | 1834                                               |                                                    | 208                                                | 208                                                |
| 1840 | 1840                                               |                                                    | 204                                                | 204                                                |
| 1846 | 1846                                               |                                                    | 225                                                | 225                                                |
| 1852 | 1852                                               |                                                    | 192                                                | 192                                                |
| 1858 | 1858                                               |                                                    | 215                                                | 215                                                |
| 1864 | 1864                                               |                                                    | 220                                                | 220                                                |
| 1871 | 1871                                               |                                                    | 220                                                | 220                                                |
| 1875 | 1875                                               |                                                    | 190                                                | 190                                                |
| 1885 | 1885                                               |                                                    | 184                                                | 184                                                |
| 1895 | 1895                                               |                                                    | 194                                                | 194                                                |
| 1905 | 1905                                               |                                                    | 230                                                | 230                                                |
| 1910 | 1910                                               |                                                    | 265                                                | 265                                                |
| 1925 | 1925                                               |                                                    | 286                                                | 286                                                |
| 1939 | 1939                                               |                                                    | 358                                                | 358                                                |
| 1946 | 1946                                               |                                                    | ?                                                  | ?                                                  |
| 1950 | 1950                                               |                                                    | ?                                                  | ?                                                  |
| 1956 | 1956                                               |                                                    | ?                                                  | ?                                                  |
| 1961 | 1961                                               |                                                    | ?                                                  | ?                                                  |
| 1967 | 1967                                               |                                                    | ?                                                  | ?                                                  |
| 1980 | 1980                                               |                                                    | ?                                                  | ?                                                  |
| 1990 | 1990                                               |                                                    | ?                                                  | ?                                                  |
| 2000 | 2000                                               |                                                    | ?                                                  | ?                                                  |
| 2011 | 2011                                               |                                                    | 1.032                                              | 1.032                                              |
| 2015 | 2015                                               |                                                    | 1.203                                              | 1.203                                              |
| 2020 | 2020                                               |                                                    | 1.325                                              | 1.325                                              |
| Datenquelle: Historisches Gemeindeverzeichnis für Hessen: Die Bevölkerung der Gemeinden 1834 bis 1967. Wiesbaden: Hessisches Statistisches Landesamt, 1968. Weitere Quellen: bis 1967 LAGIS; Stadt Bad Wildungen; Zensus 2011 |                                                    |                                                    |                                                    |                                                    |

| • 1620: | 20 Häuser                |
| • 1650: | 4 Häuser                 |
| • 1686: | 10 Einwohner             |
| • 1738: | 14 Häuser                |
| • 1770: | 20 Häuser, 152 Einwohner |

## Sonstiges
- Im Ort gibt es 13 Kliniken und Reha-Zentren mit etwa 5000 Betten.
- Reinhardshausen hat zwei Kirchen, die evangelische Lukas-Kirche und die katholische Christkönig-Kirche.

## Persönlichkeiten
- Johann Daniel Michel (1758–1841), Landwirt und Politiker
- Jacob Rieder (1778–1849), deutscher Müller und Politiker
- Georg Michel (1828–1894), deutscher Landwirt und Politiker, 1855 bis 1873 und erneut 1879 bis 1891 Bürgermeister von Reinhardshausen